# Ensemble stationnaire
En mathématiques, en particulier en théorie des ensembles et en théorie des modèles, un ensemble stationnaire est un ensemble qui n'est pas trop petit dans le sens où il croise tous les ensembles clubs, et est analogue à un ensemble de mesure non nulle en théorie des mesures.

## Définition et propriétés
Si {\displaystyle \kappa } est un cardinal de cofinalité indénombrable, {\displaystyle S\subseteq \kappa ,} et {\displaystyle S} intersecte chaque club situé dans {\displaystyle \kappa ,} alors {\displaystyle S} est appelé un ensemble stationnaire. Si un ensemble n'est pas stationnaire, alors on l'appelle ensemble mince.
Si {\displaystyle S} est un ensemble stationnaire et {\displaystyle C} est un ensemble club, alors leur intersection {\displaystyle S\cap C} est également stationnaire.
La restriction à la cofinalité indénombrable est pour éviter les trivialités : Supposons {\displaystyle \kappa } a une cofinalité dénombrable. Alors {\displaystyle S\subseteq \kappa } est stationnaire dans {\displaystyle \kappa } si et seulement si {\displaystyle \kappa \setminus S} est borné dans {\displaystyle \kappa }. En particulier, si la cofinalité de {\displaystyle \kappa } est {\displaystyle \omega =\aleph _{0}}, alors deux sous-ensembles stationnaires quelconques de {\displaystyle \kappa } ont une intersection stationnaire.
Ce n'est plus le cas si la cofinalité de {\displaystyle \kappa } est indénombrable. En fait, supposons {\displaystyle \kappa } est de plus régulier et {\displaystyle S\subseteq \kappa } est stationnaire. Alors {\displaystyle S} peut être partitionné en {\displaystyle \kappa } plusieurs ensembles stationnaires disjoints. Ce résultat est dû à Solovay. Si {\displaystyle \kappa } est un cardinal successeur, ce résultat est dû à Ulam et se montre facilement au moyen de ce qu'on appelle une matrice de Ulam.
H. Friedman a montré que pour tout ordinal successeur dénombrable {\displaystyle \beta }, chaque sous-ensemble stationnaire de {\displaystyle \omega _{1}} contient un sous-ensemble fermé d'ordre de type {\displaystyle \beta }.